# Rio Negro (Trentino-Alto Adige)
Il Rio Negro (in trentino, detto anche Rio Nero, in italiano) è un piccolo torrente della provincia autonoma di Trento, lungo circa 7 km, affluente di destra del Fersina.

## Descrizione

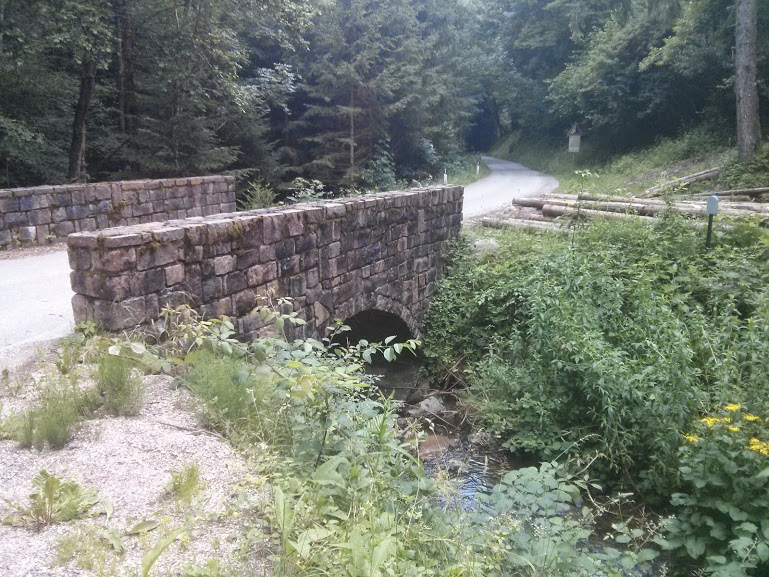
Il Rio Negro nei pressi della località "Riposo" (735 m), comune di Pergine Valsugana

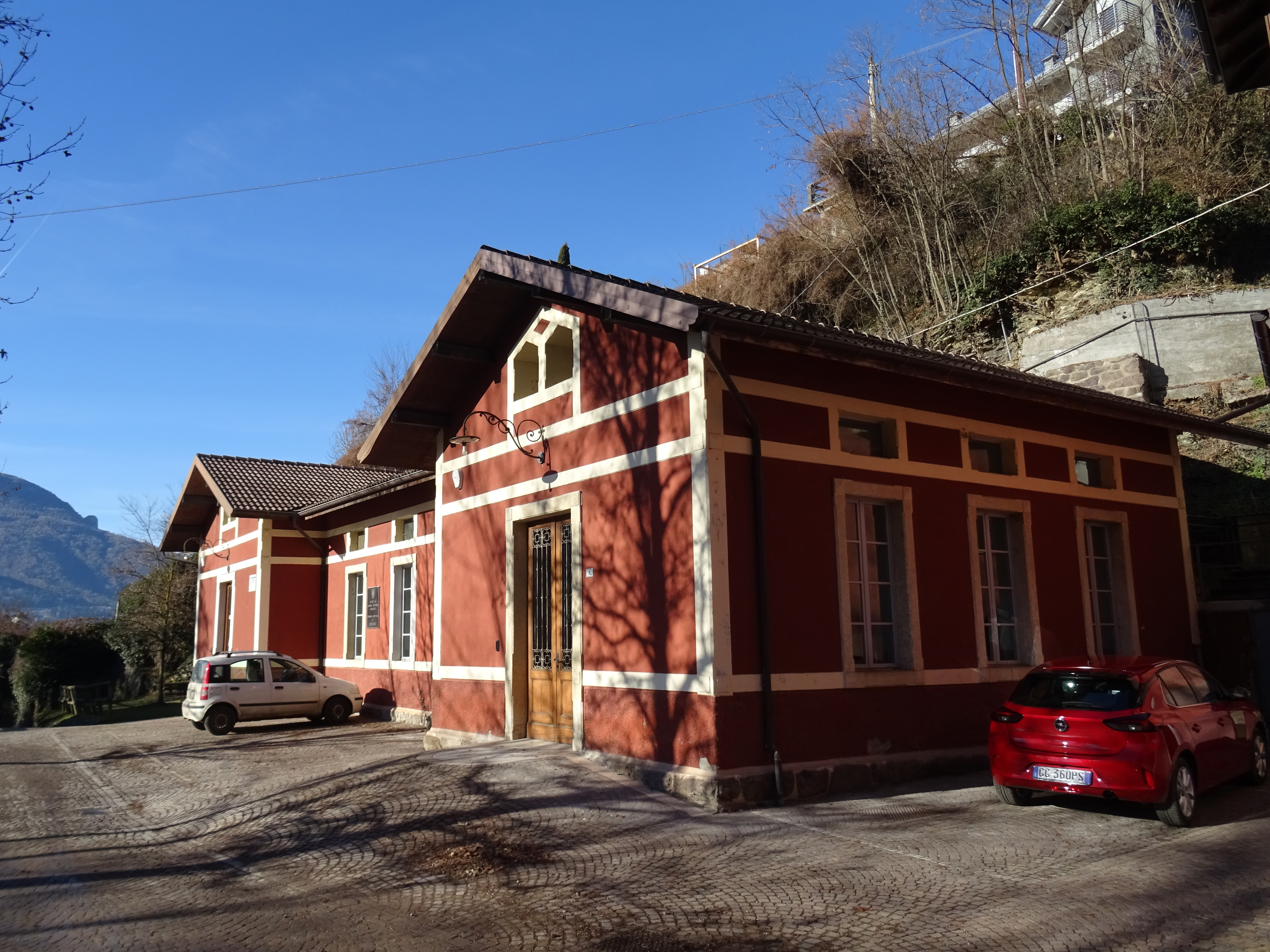
Il museo della centrale idroelettrica di Serso

Il torrente nasce sull'Altopiano di Piné nei pressi della località "Palustella" (980 m), nelle vicinanze di Miola (frazione di Baselga di Piné). Questo fatto contraddistingue una particolarità dell'Altopiano di Piné, ovvero l'appartenenza a due bacini idrografici. In effetti la parte sud di Piné, con il torrente Silla ed il Rio Negro (e i loro affluenti) fa parte del bacino idrografico del Torrente Fersina; mentre la parte nord, col Rio Brusago e il Rio Regnana (ed i loro affluenti), fa parte del bacino del torrente Avisio.
Dopo qualche centinaio di metri dalla sorgente, nel Rio Negro confluiscono molti rivi provenienti dalla dorsale di Costalta (rio Ross, rio della Mussa, rio Tegia e altri rivetti minori). Il suo tragitto prosegue abbastanza regolare in una piccola vallata prevalentemente prativa e paludosa compresa fra modesti dossi arrotondati, fino a pochi metri dopo la località Prada (nelle vicinanze della frazione Faida, Baselga di Piné). Circa cento metri dopo aver attraversato la fredda conca di Prada ("Pian de Prada" in dialetto trentino), il torrente imbocca una stretta forra lunga circa un chilometro, incisa fra il roccioso versante occidentale del dosso della Clinga (1063 m) a ovest e il Dos del Sabion (977 m) a est. Nella parte terminale della forra, il rio forma le omonime cascate, alte circa 40 metri, per poi imboccare l'omonima valle, nei pressi di un'abitazione in località "Le Trote". Inizialmente, la valle del Rio Negro è compresa fra il Dos de Sant'Anna (947 m, sul quale sorge l'abitato di Montagnaga) e i boschi del Lavarost (una dorsale proveniente dal Monte Calvo) e poi, una volta entrata nel comune di Pergine Valsugana, prosegue costeggiata da numerosi dossi fino a poco prima di raggiungere il paese di Serso. Il rio percorre tutta la valle, sbucando poi sul pendio sul quale sorge Serso che viene percorso dal corso d'acqua fino alla confluenza col torrente Fersina. Nella parte bassa di questo paesino è presente una storica centrale idroelettrica di piccole dimensioni che sfrutta le acque del rio Negro.